# バワリー駅
バワリー駅（Bowery）はマンハッタン区ロウアー・イースト・サイドとバワリーに跨がるデランシ－・ストリートとバワリーの交差点に位置するニューヨーク市地下鉄BMTナッソー・ストリート線の駅である。J系統が終日、Z系統がラッシュ時混雑方向に停車する。

## 歴史
バワリー駅の建設は1907年8月に始まり、1910年末頃にはほぼ完成していたが、BMTナッソー・ストリート線の南側区間の開業はチェンバーズ・ストリート駅の準備が整う1913年8月4日を待たねばならなかった。
バワリー駅は元々は島式ホーム2面4線の一般的な（内側を急行、外側を各駅停車が走行する）急行駅であった。建設当時はバワリー駅は高架鉄道や路面電車との乗換駅として重要であったが、これらが廃止されるとこのうち2線は不要と考えられるようになった。2004年10月に完工したナッソー・ストリート線の改修工事に合わせて北行ホームは閉鎖され、北行列車を旧南行急行線に通すことで北行・南行とも旧南行ホームに停車するようになった。北行ホーム側は外側（旧北行緩行線）のみ残っている。

## 駅構造
| G          | 地上階                     | 出入口                                                                          |
| M          | 改札階                     | 改札口、駅員室、メトロカード自動販売機                                          |
| P ホーム階 | 南行線                     | ← ブロード・ストリート駅行き（キャナル・ストリート駅）                          |
| P ホーム階 | 島式ホーム、左側ドアが開く |                                                                                 |
| P ホーム階 | 北行線                     | → ジャマイカ・センター-パーソンズ/アーチャー駅行き（エセックス・ストリート駅）→ |
| P ホーム階 | 旧北行急行線               | → 路盤のみ                                                                      |
| P ホーム階 | 島式ホーム、使用せず       |                                                                                 |
| P ホーム階 | 旧北行緩行線               | ← 使用せず                                                                      |

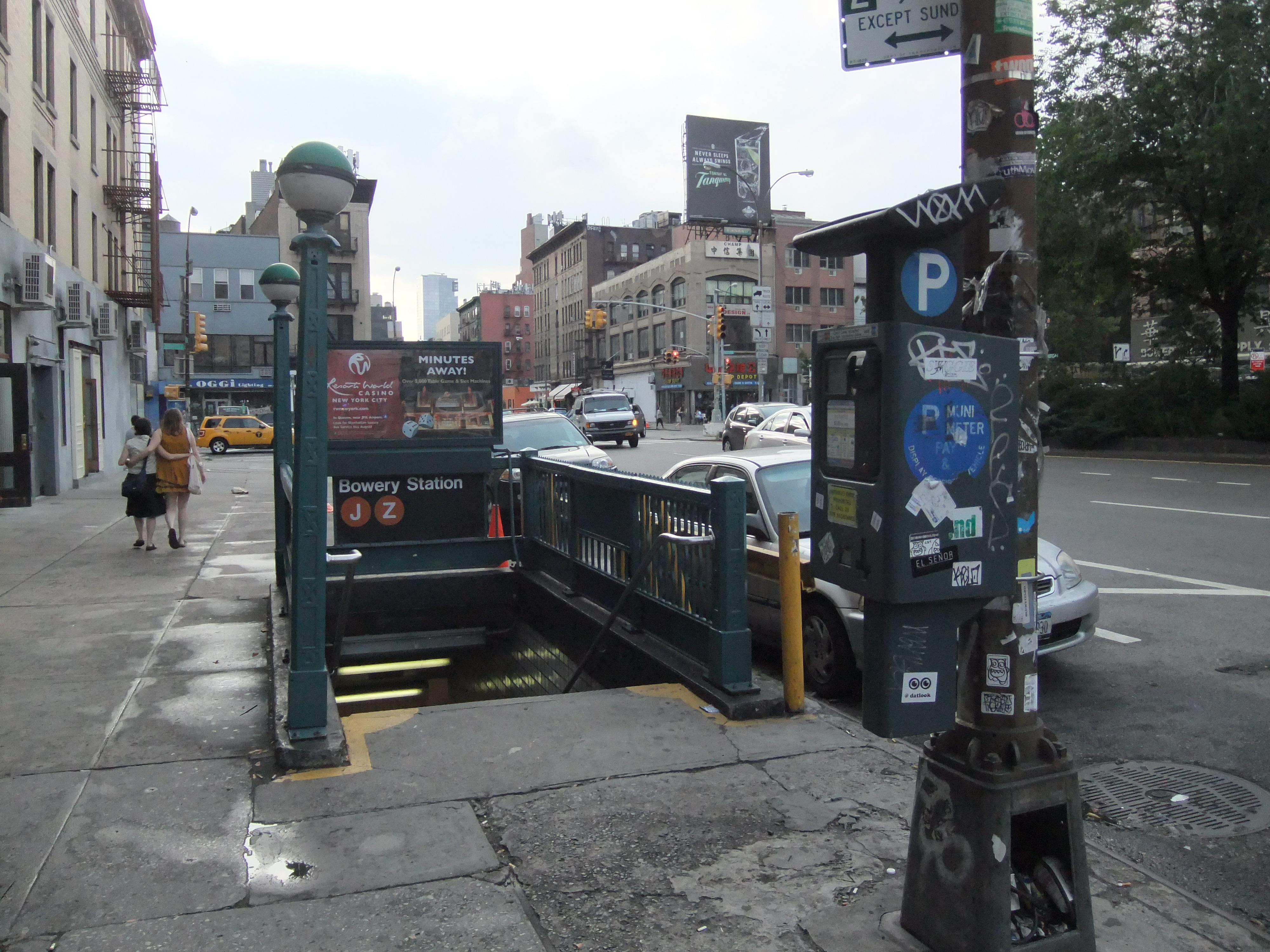
バワリー-デランシー・ストリート交差点の出入口

バワリー駅は島式ホーム2面3線の駅である。以前は4線であったが、旧北行急行線の線路は前述のとおり2004年の改修工事の際に撤去された。
バワリーの両側にそれぞれメザニンが設けられている。1つは当時計画されていた路線が通せるよう天井が高く作られている。また、将来的に相対式ホームを持つ駅が作られたときに備えてドアウェイが設けられた（結局、駅が建設されることはなかったが）。バワリー駅 - キャナル・ストリート駅間のカーブには、スプリング・ストリート駅へ向かう線路の準備工事跡がある（ただし、具体的な路線計画案が提示されたことはない）。駅が地下深くに設けられているため、建設当時の計画では東メザニンから各ホームに1本ずつエスカレータを設置することになっていたが、現在南側ホームにはエスカレーターは設置されていない。これはそもそも設置されなかったかかなり以前に撤去されたかのどちらかである。東メザニンからはデランシー・ストリート - バワリー交差点の北東角および南東角に出ることができる。
駅の北端と南端で天井が高くなっている。駅名標や ""B"、"newsstand"、"Women" および "Men" の表示はモザイクになっている。南端の新聞スタンドと手洗い、メザニンおよび階段はかなり前に閉鎖されている。北メザニンはダウンタウン方面ホームからエスカレーターまたは3連の階段を上がったところにある。北端部の壁面はアーチ状になっており、一般的な長方形状ではないのがユニークである。

## ポップカルチャーにて
1979年の映画『ウォリアーズ』に登場するギャングチームのザ・パンクスはバワリー駅を縄張りにしていた。